# Paronychia sintenisii
Paronychia sintenisii är en nejlikväxtart som beskrevs av Mohammad Nazeer Chaudhri. Paronychia sintenisii ingår i släktet prasselörter, och familjen nejlikväxter. Inga underarter finns listade i Catalogue of Life.